# Giselle
Giselle (tên gốc Giselle, ou Les Wilis (Giselle, or The Wilis)) là một vở ba lê gồm hai màn. Do Jules-Henri Vernoy de Saint-Georges và Théophile Gautier viết kịch bản. Lấy ý tưởng từ bài văn về the Wilis in De l'Allemagne, của Heinrich Heine, và từ một bài thơ nói về cô gái sau một buổi dạ tiệc xuyên đêm đã chết: "Fantômes" trong Les Orientales, sáng tác bởi Victor Hugo. Adolphe Adam sáng tác nhạc; Jean Coralli và Jules Perrot sáng tác vũ đạo. Vai Giselle đầu tiên được giao cho Carlotta Grisi.
Vở ba lê kể về một cô gái nông dân tên Giselle, cô qua đời vì cú sốc phát hiện ra người yêu cô đã đính hôn với người khác và dối lừa cô. The Wilis là một nhóm gồm các linh hồn nữ, có nhiệm vụ dụ dỗ đàn ông nhảy với mình cho đến khi họ chết, đã triệu tập hồn Giselle dậy. Họ định giết người yêu của cô, nhưng tình yêu của Giselle đã cứu anh thoát án tử hình.
Vở Giselle đầu tiên được biểu diễn ở nhà hát Ballet du Théâtre de l'Académie Royale de Musique tại Salle Le Peletier, thành phố Paris của nước Pháp, vào hôm thứ hai ngày 28/06/1842. Lần diễn đầu tiên đã chiếm được sự ủng hộ của các nhà phê bình và người xem. Giselle trở nên vô cùng nổi tiếng trên khắp châu Âu, Nga, và Mỹ.

## Kịch bản
Màn I
Câu chuyện diễn ra vào mua thu ở Rhineland trong thời Trung cổ. Người người đang thu hoạch nho. Công tước Albrecht của vùng đất Silesia, là một chàng quý tộc trẻ, đã cải trang thành nông dân tên Loys đang thu hoạch yến mạch. Gạt bỏ lời khuyên của người hộ vệ, Albrecht đã tán tỉnh cô gái vùng quê xinh đẹp và nhút nhát Giselle. Công tước Albrecht thật ra sắp lấy Công chúa Bathilde, và Giselle chẳng biết tí gì về thân phận thật sự của anh.
Hilarion là người giám thủ đất cấm săn. Anh thật lòng yêu Giselle và cố cảnh báo cô đừng tin lời đường mật của Albrecht nhưng Giselle không chịu nghe. Khi Albert và Giselle nhảy một màn múa đôi, Giselle ngắt từng cánh của bông cúc để phỏng đoán sự thành thật của anh. Màn múa chấm dứt khi mẹ của Giselle can thiệp và đẩy nàng vào trong nhà. Bà lo lắng cho cô con gái yếu đuối nên phản đối chuyện cô với Albrecht.
Một bữa tiệc giải khát của giới quý tộc được tổ chức sau buổi săn bắn căng thẳng. Albrecht nhanh chóng lỉnh đi vì công chúa Bathilde cũng ở đó. Dân làng chào mừng giới quý tộc, mời họ thức uống và trình diễn nhảy múa. Công chúa Bathilde do có cảm tình với tính hiền lành và kín đáo của Giselle, đã tặng nàng một sợi dây chuyền mà không hề biết cô là người tình của hôn phu mình. Giselle coi sợi dây của công chúa tặng làm vinh dự vô cùng.
Hilarion cũng tham gia buổi tiệc. Anh phát hiện ra thanh kiếm của Albrecht, và lấy đó làm chứng cứ vạch trần thân thế Albrecht. Tất cả bàng hoàng trước vụ việc này, đau khổ nhất vẫn là Giselle. Trước sự lừa dối của người cô yêu thương hết mực và biết rằng họ sẽ không bao giờ được bên nhau, Giselle trong cơn đau khổ cùng cực đã nhảy múa điên cuồng rồi chết trong vòng tay Albrecht.
Màn II
Trong khung cảnh ánh trăng sáng soi mộ Giselle, Hilarion đang khóc thương cho nàng thì các hồn ma Willis đến, họ là những linh hồn uất hận của phụ nữ bị người tình bỏ rơi. Dẫn đầu là nữ hoàng tàn nhẫn Myrtha, bà thường lang thang trong rừng, tìm kiếm đàn ông để trả thù bằng cách ép họ nhảy cùng cho đến chết vì kiệt sức.
Nữ hoàng Myrtha cùng các Wilis đánh thức hồn Giselle dậy khỏi mộ và nhận cô làm thành viên trong gia tộc, sau đó họ biến vào rừng. Albrecht mang hoa đến viếng mộ Giselle, khóc thương cho nàng vì mặc cảm tội lỗi. Hồn Giselle hiện ra và Albrecht cầu xin nàng tha thứ. Vì Giselle vẫn còn yêu anh nhiều, nên đã dịu dàng tha thứ. Sau đó nàng biến mất để gia nhập cùng các linh hồn Wilis. Albrecht tuyệt vọng đuổi theo nàng.
Trong khi đó, Hilarion bị Wilis dồn vào đường cùng. Họ dùng ma thuật để ép anh nhảy múa cho tới khi kiệt sức, Hilarion chết đuối trong một cái hồ gần đó. Sau đó họ quay ra nhắm vào Albrecht, kết án tử hình anh ta. Albrecht cầu xin Myrtha tha mạng nhưng bị bà lạnh lùng từ chối. Giselle cũng cầu xin nhưng không thành, và Albrecht bị ép nhảy cho đến khi mặt trời mọc. Tuy nhiên, tình yêu mạnh mẽ của Giselle đã cứu Albrecht khỏi bị ma thuật của Wilis hại chết. Đêm kết thúc, các linh hồn Wilis trở lại bia mộ của họ nhưng vì Giselle đã chiến thắng cảm xúc hận thù và báo oán, những cảm xúc điều khiển các Wilis, nên cô được thả khỏi gia tộc của họ.
Hồn Giselle trở về bia mộ yên nghỉ trong thanh thản, bỏ lại Albrecht đau buồn một mình.

## Diễn viên

### Giselle
Vai của Giselle  là một trong những vai diễn lãng mạn nổi tiếng nhất, được tạo nên và biểu diễn bởi nữ vũ công ba lê người Ý: Carlotta Grisi, vào tháng 6 năm 1841. Với tính cách hiền dịu, ngây thơ và xinh đẹp của một cô gái quê với niềm đam mê múa, bị mẹ ngăn cấm do lo sợ sức khỏe yếu đuối của cô. Giselle  phát hiện ra người tình của mình, Loys, thật ra là chàng công tước Albrecht, và lại còn sắp lấy công chúa làm vợ. Cô suy sụp, hóa điên và chết trong đau khổ. Nhưng vì tình yêu của cô vẫn mành liệt nên đã cứu Albrecht khỏi bị các Wilis hại chết, thay vì trừng phạt anh. Tình yêu của Giselle  đã vượt qua thù hận và cái chết.

### Albrecht
Albrecht là một chàng công tước trẻ và được thể hiện bởi vũ công ba lê người Pháp tên Lucien Petipa, anh ruột của Marius Petipa, vào tháng 6 năm 1841. Nhân vật trong truyện được miêu tả là chán ghét thân phận quý tộc của mình, ám chỉ việc kết hôn với công chúa Bathilde là do sắp xếp chứ không phải vì yêu. Việc dan díu với Giselle là do anh cảm nhận được cuộc sống tự do và đơn giản của cô. Không may, anh không nghĩ đến việc khả thi của mối quan hệ với Giselle mà dùng trái tim thay cho lý trí. Dẫn đến kết cục không ngờ là Giselle không thể vượt qua nỗi đau khi phát hiện ra sự thật và chết trong vòng tay anh. Vì đau buồn, mặc cảm tội lỗi cùng hối hận, Albrecht sau đó viếng mộ Giselle. Hồn nàng hiện ra và anh cầu xin nàng tha thứ. Giselle dịu dàng tha thứ cho anh. Sau đó anh bị các linh hồn Wilis kết án tử hình bằng cách nhảy cho tới khi kiệt sức mà chết. Ngay cả Giselle cũng không xin miễn tội cho anh được. Tuy nhiên, khi Albrecht đuối gần chết cũng là lúc tiếng chuông báo hiệu ngày mới bắt đầu. Tình yêu của Giselle đã cứu Albrecht thoát án tử hình. Bỏ mặc lời cầu xin của Albrecht, Giselle yên nghỉ trong mộ mình.

### Hilarion
Là một người giám thủ đất cấm săn, yêu Giselle. Anh được miêu là một người nông dân cường tráng, thô ráp và hay nghi ngờ. Suy nghĩ và hành động của Hilarion được thể hiện qua kịch câm, và anh thường nhảy rất ngắn gọn. M. Simon là người đầu tiên thủ vai Hilarion.

### Bathilde and the Duke of Courland
Bathilde là con gái của Công tước Courland. Cô có giao ước đính hôn với công tước trẻ Albrecht. Trong bản gốc, cô và cha mình đi ngựa đến làng. Nhưng cảnh này bị cắt trong các bản hiện đại sau này: Bathilde và cha cô chỉ đơn giản bước vào bữa tiệc.
Bathilde có nhiều phiên bản: nơi thì làm cô trở thành một phụ nữ nóng nảy, thiếu kiên nhẫn và rỗng tuếch (khiến hành động của Albrecht được thông cảm, nhưng vẫn không đáng được tha thứ), nơi thì cho cô là một công chúa xinh đẹp, duyên dáng và hào phóng (làm Albrecht thành kẻ ích kỉ, độc ác)
Trong một bản khác, cha của Bathilde cũng được ám chỉ là cha của Giselle, làm cho Giselle và Bathilde thành chị em cùng cha.
Trong bản gốc, kết thúc truyện là khi Bathilde cùng tùy tùng tìm được Albrecht gục ngã trong vòng tay họ. Trong các bản hiện đại, truyện kết thúc trong cảnh Bathilde đau khổ một mình.

### Myrtha, Queen of the Wilis
Myrtha, Nữ hoàng của Wilis (đôi khi viết là Myrta) lần đầu tiên được thực hiện bởi nữ diễn viên ba lê Adele Dumilâtre. Nhân vật của Myrtha có phần bí ẩn, nhưng những bản ba lê miêu tả dường như cho thấy cô ấy là nữ hoàng của thù hận, ma quái wilis (phát âm là villees), nắm giữ quyền lực tối cao so với các chị em khác. Các Wilis đánh cược trong khu rừng Bavarian mỗi đêm giữa hoàng hôn và bình minh, tìm kiếm nạn nhân là đàn ông. Với sự giúp đỡ của nhánh cây tầm gửi huyền diệu, làm cho họ nhảy cho đến khi họ đưa trái tim ra, hoặc cho đến khi họ yếu đến mức chỉ cần vài Wilis là có thể đẩy họ vào một hồ nước gần đó nếu có.

##### Sưu tập
- Guide to the Royal Danish Ballet Photograph Album on the Premiere of Giselle. Special Collections and Archives, The UC Irvine Libraries, Irvine, California.

##### Ngoài lề
- The Earliest Russian Giselles - discusses the first interpreters of the role of Giselle in imperial Russia Lưu trữ ngày 6 tháng 2 năm 2012 tại Wayback Machine
- Some dance history of Giselle by Suzanne McCarthy for the Royal Ballet Lưu trữ ngày 10 tháng 12 năm 2003 tại Wayback Machine
- Giselle Lưu trữ ngày 17 tháng 8 năm 2007 tại Wayback Machine Rudolf Nureyev dancing Albrecht in Giselle
- Alternative Giselle movie
- Giselle: tại International Music Score Library Project.

##### Video
- Short video of excerpts from the Act II pas de deux of Giselle Lưu trữ ngày 30 tháng 9 năm 2007 tại Wayback Machine